# Карбинци (община)
Ка̀рбинци (на македонска литературна норма: Општина Карбинци) е община, разположена в източната част на Северна Македония със седалище едноименното село Карбинци.
Общината обхваща 29 села в котловината Ежово поле по средното течение на река Брегалница на площ от 229,7 km2. Населението на общината е 4012 (2002), предимно македонци с голямо турско малцинство. Гъстотата на населението е 17,47 жители на km2. Кмет на община Карбинци е Васил Богдански.

## Структура на населението
Според преброяването от 2002 година община Карбинци има 4012 жители.
| Етническа принадлежност | Процент |
| македонци               | 79,76%  |
| албанци                 | 0,00%   |
| турци                   | 18,15%  |
| роми                    | 0,05%   |
| власи                   | 1,34%   |
| сърби                   | 0,30%   |
| бошняци                 | 0,00%   |
| други                   | 0,40%   |